# Пан Володийовський (роман)
Пан Володийовський (пол. Pan Wołodyjowski) — історичний роман Генрика Сенкевича, опублікований у 1887—1888 рр. у Варшаві щоденником «Słowo»; третій із романів, що складають трилогію (інші частини — «Вогнем і мечем» і «Потоп»). Головний герой, Міхал Володийовський, з'являється в попередніх томах трилогії, прославившись своїми славетними вчинками.

## Публікація та історичне тло
Роман публікувався епізодами в 1887—1888 рр. у щоденнику «Słowo», публікувався в 1887—1888 рр. у Варшаві тим же щоденником. Майже одночасно з першими циклічними публікаціями епізоди з'явилися також у краківському щоденнику «Czas» та «Dziennik Poznański». Видання книги відбулося у 1887—1888 роках. Частина рукопису роману зберігається в Оссолінеумі у Вроцлаві.

## Персонажі
Сенкевич створив Міхала Володийовського за зразком справжнього лицаря Юрія Володийовського. Супутниця Володийовського, Пєтка, також існувала насправді. З іншого боку, Бася Володийовська надихалася на створення роману дружиною Єжи, Кристиною Єзорковською, але характери обох жінок були дуже різними. Кетлінг (оригінально: Hekling / Heiking), майор артилерії в Кам'янці, також є частково автентичним персонажем. Автор, спираючись на правдиву біографію, пов'язав його з шанувальником Оленки з попередніх томів Гесслінгом. Не зовсім добре підтверджена історія, на основі якої Сенкевич створює історію Зосі Боської та Євки, — це біографія Адама Нововейського (селянина, який служив під командуванням Рущица в Рашкові). Ще одна автентична постать — пан Мотовидло, підлеглий книжного полковника Володийовського: він загинув біля Хотина. Автентичним персонажем роману є гетьман Собеський.

## Історичні події
У дію роману письменник включив такі історичні події:
- обрання Міхала Корибута Вишневецького (1669 р.)
- облога Кам'янця-Подільського (1672 р.)
- Битва під Хотином (1673)

## Сюжет
Сюжет роману розгортається переважно на Кресах і представляє історичні події 1668—1673 років (період воєн з Туреччиною за правління Міхала Вишневецького). Персонаж з назви «Пан Володийовський», також званий «Маленький лицар», — це Єжи Міхал Володийовський, відомий із попередніх частин роману: 42-річний, відданий Польщі та своїй родині, полковник і командир із високою моральністю і незаплямованою совістю. В останній частині трилогії пан Володийовський після численних перипетій, боротьби з турецькими загарбниками, особистих негараздів (зокрема страху за кохану Баську, викрадену Азією), гине вчинивши самогубство, захищаючи Кам'янець Подільський. Останні слова, які він каже своїй дружині: «Це нічого».